# اسکاتلند یارد (بردگیم)
اسکاتلند یارد (انگلیسی: Scotland Yard)یک بازی رومیزی است که قبلاً با اسم Mister X منتشر شده‌است. این بازی توسط ناشر معروف Ravensburger تولید شده‌است. بازی اسکاتلند یارد در سال ۱۹۸۳ عنوان بهترین بازی رومیزی سال را دریافت کرده‌است. پیش زمینه اصلی بازی فرار کردن یکی از بازیکن‌ها در نقشه و همکاری بقیه بازیکن‌ها برای دستگیری وی است. در حقیقت بازیکن‌ها به ۲ دسته فراری (که یک نفر نقش آن را ایفا می‌کند) و کارآگاه (۵ بازیکن دیگر) تقسیم می‌شوند. از آنجایی که کارت‌هایی که بین بازیکن‌ها تقسیم می‌شود، کاملاً برابر است (به جز چند کارت ویژه برای شخص فراری)، می‌توان گفت که شانس در این بازی کمتر از ۲۵ درصد تأثیر گذار است و نکته مهم در برنده شدن این بازی، استراتژی است که ۲ دسته بازیکن در نظر می‌گیرند.

## روش انجام بازی
در ابتدای بازی یکی از بازیکنان به عنوان مستر ایکس انتخاب شده و باقی بازیکنان هم نقش کارآگاه را بر عهده می‌گیرند. به هر یک از بازیکنان یک آدمک داده می‌شود و با استفاده از توکن‌های شروع بازی، محل شروع بر روی صفحه بازی برای آن‌ها مشخص می‌شود. در هر نوبت اتفاقات زیر به ترتیب می‌افتد:
- مستر ایکس از محل خود که نامعلوم است حرکت کرده، مقصد خود را بر روی دفترچه خود یادداشت می‌کند و بلیتی که برای حرکت استفاده کرده‌است را بر روی آن قرار می‌دهد.
- کارآگاهان با مشورت یکدیگر حرکت کرده و بلیت خود را در اختیار مستر ایکس قرار می‌دهند و آدمک خود را به مقصد می‌برند.
- مستر ایکس جای کارآگاه‌ها را بر روی صفحه بررسی کرده و در صورت اینکه یکی از کارآگاه‌ها در محل مستر ایکس حضور داشته باشد، مستر ایکس دستگیر شده و بازی به اتمام می‌رسد و در غیر این صورت بازی ادامه پیدا می‌کند.